# Estátua equestre

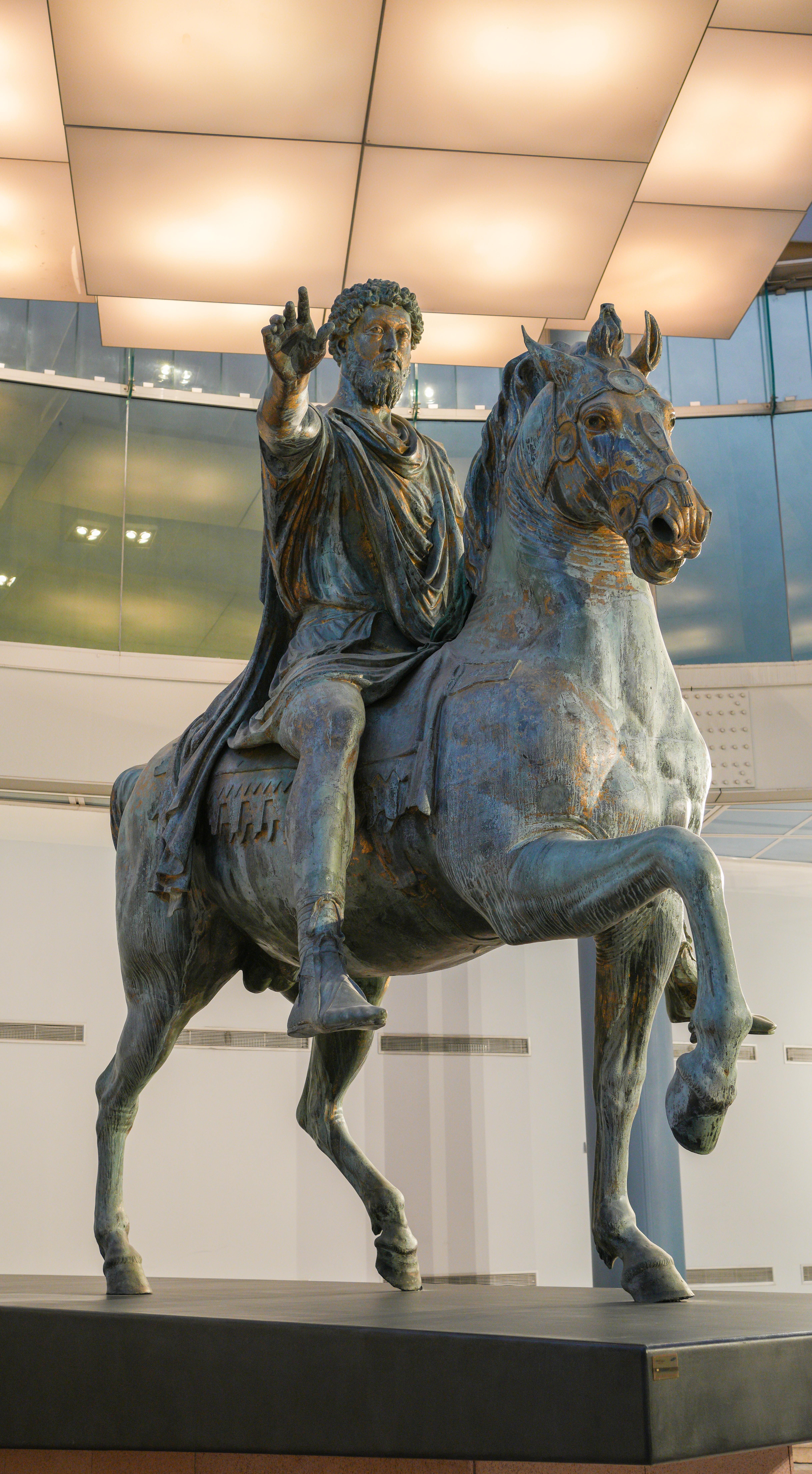
Estatua equestre do imperador Marco Aurélio.

Estátua equestre (do Latim equus, cavalo) é a escultura que era cavaleiro montado em seu cavalo, normalmente em escala maior que a natural e retratando personagens muito importantes da cidade ou país em que se encontra. É muito difícil de realizar em pedra, embora sejam conhecidos exemplares, mas o material tradicionalmente utilizado é o bronze, sobre uma base de pedra ou alvenaria.

## História

### Antiguidade
Existem vários exemplares de estátuas no Antigo Egito e na Grécia Antiga, em argila ou pedra, mas foram com os romanos as  primeiras tentativas bem sucedidas de utilizar este tipo de estátua numa escala heroica, grandiosa,  permitida pelo bronze, num pedestal isolado e alto, para enfatizar simbolicamente que o poder do imperador provinha do respeito da classe equestre equites. 
Estas estátuas eram muito populares, mas raramente sobreviviam muito tempo, pois era prática comum derretê-las e reutilizar o material em novas estátuas, sinos ou moedas. 
Nas últimas fases do império, a seguir à conversão ao catolicismo e na Idade Média, muitas foram derretidas por se pensarem que eram ídolos pagãos. Talvez a única sobrevivente, a estátua equestre do imperador Marco Aurélio, preservada até hoje nos Museus Capitolinos, em Roma, só não foi derretida por se pensar que era uma representação do imperador Constantino, o primeiro imperador católico. Apoiada em três pés, o cavalo e seu cavaleiro, em bronze, demonstram toda a maestria dos antigos artistas.

### Renascença

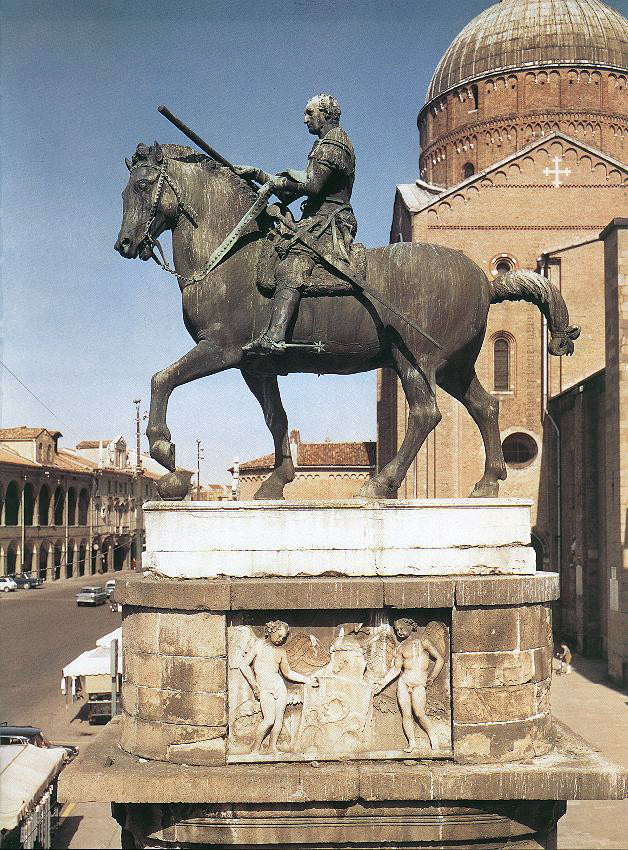
O Gattamelata de Donatello, em Pádua

Nenhuma estátua equestre fora fundida na Europa após a queda do Império Romano do Ocidente, até que Donatello trabalhasse na estátua do condottiere Gattamelata, em Pádua (c.1450), inspirada pela estátua de Marco Aurélio, com seu cavalo parecendo avançar a passo, numa composição que inspirou todas as estátuas posteriores e reintroduziu o costume. 
Leonardo da Vinci sonhou por vários anos construir a sua, tendo feito o modelo, depois destruído, mas nunca conseguiu o patrocínio necessário.
Pietro Tacca, antigo aprendiz de Giambologna, foi comissionado para executar a estátua de Filipe IV de Espanha, em 1640, onde o cavalo se apóia nas patas traseiras (e discretamente, na própria cauda), feito nunca antes realizado em uma estátua em escala grande (chamada também de escala heróica). Ela foi feita na Itália e despachada de navio para Madri. Fontes indicam que Galileu ajudou a calcular a estabilidade desta estátua.
Após essas estátuas pioneiras, tornaram-se comuns por toda Europa e depois todo o ocidente.

## Curiosidades
Lendas urbanas contam que o número de patas apoiadas no solo mostram como o personagem morreu, embora isso não seja verdadeiro. Se estivessem com as duas patas elevadas, teria morrido em combate, se apenas uma estivesse levantada, teria morrido dos ferimentos recebidos em combate.
Em alguns países, como a Alemanha, estátuas equestres  eram reservadas ao imperador. Em outros, heróis militares também eram honrados com elas.
No século XX, a popularidade das estátuas equestres diminuiu, em parte pelo declínio das artes clássicas, mas também pelo abandono do uso do cavalo como transporte e estratégia militar. Algumas poucas tentativas, mais recentes, foram feitas para honrar personagens comuns, como índios ou cow-boys, sem muita repercussão. Para os heróis imemoriais, tanto políticos como militares, cavalgar era normal, então retratá-los sobre um cavalo era o caminho lógico a se tomar. Já na época da maquina, o cavalo se tornou algo antigo, obsoleto, e os poderosos preferem outras formas de se eternizarem.

## Galeria

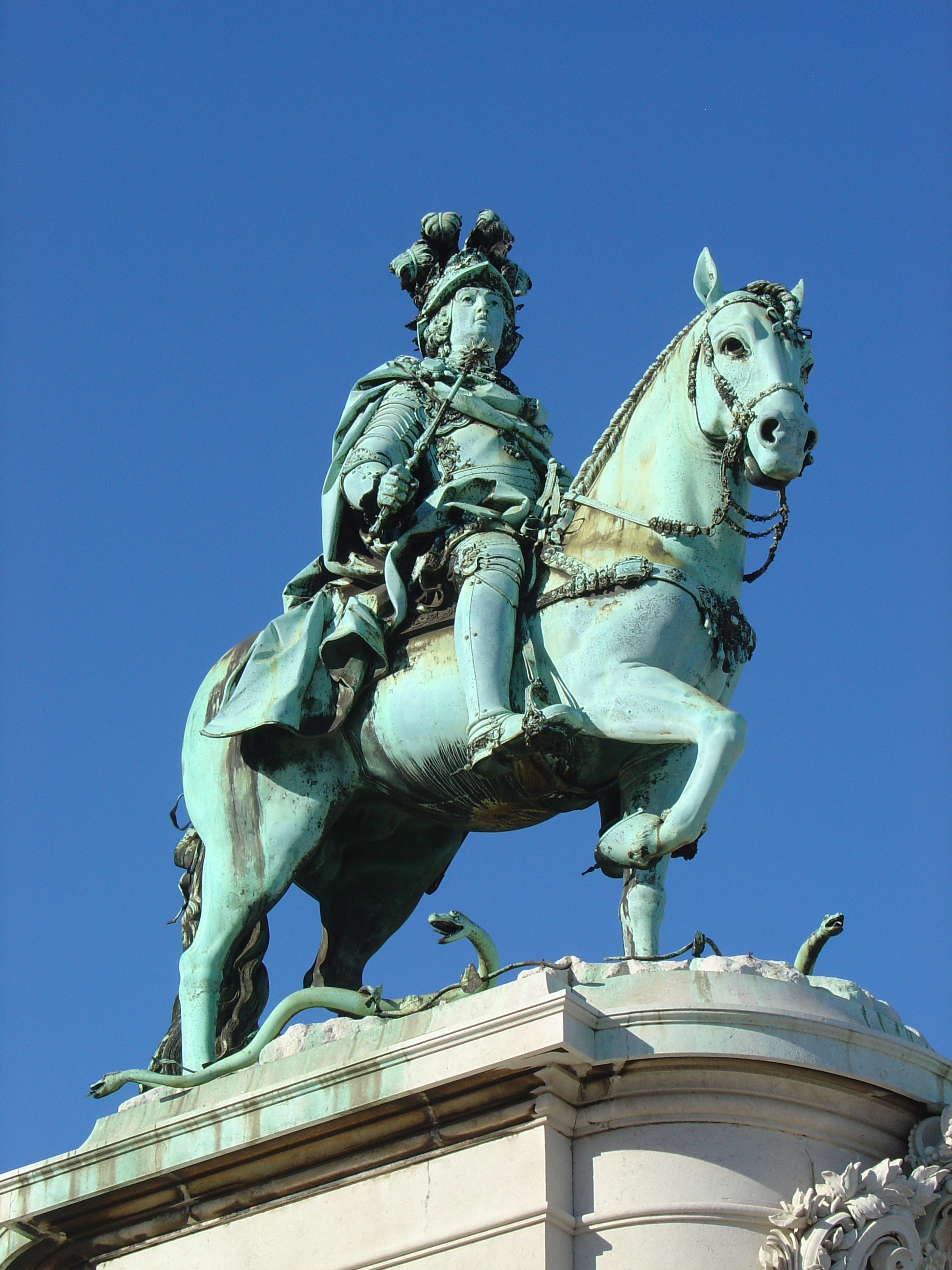
Estátua do Rei D. José I na Praça do Comércio, Lisboa
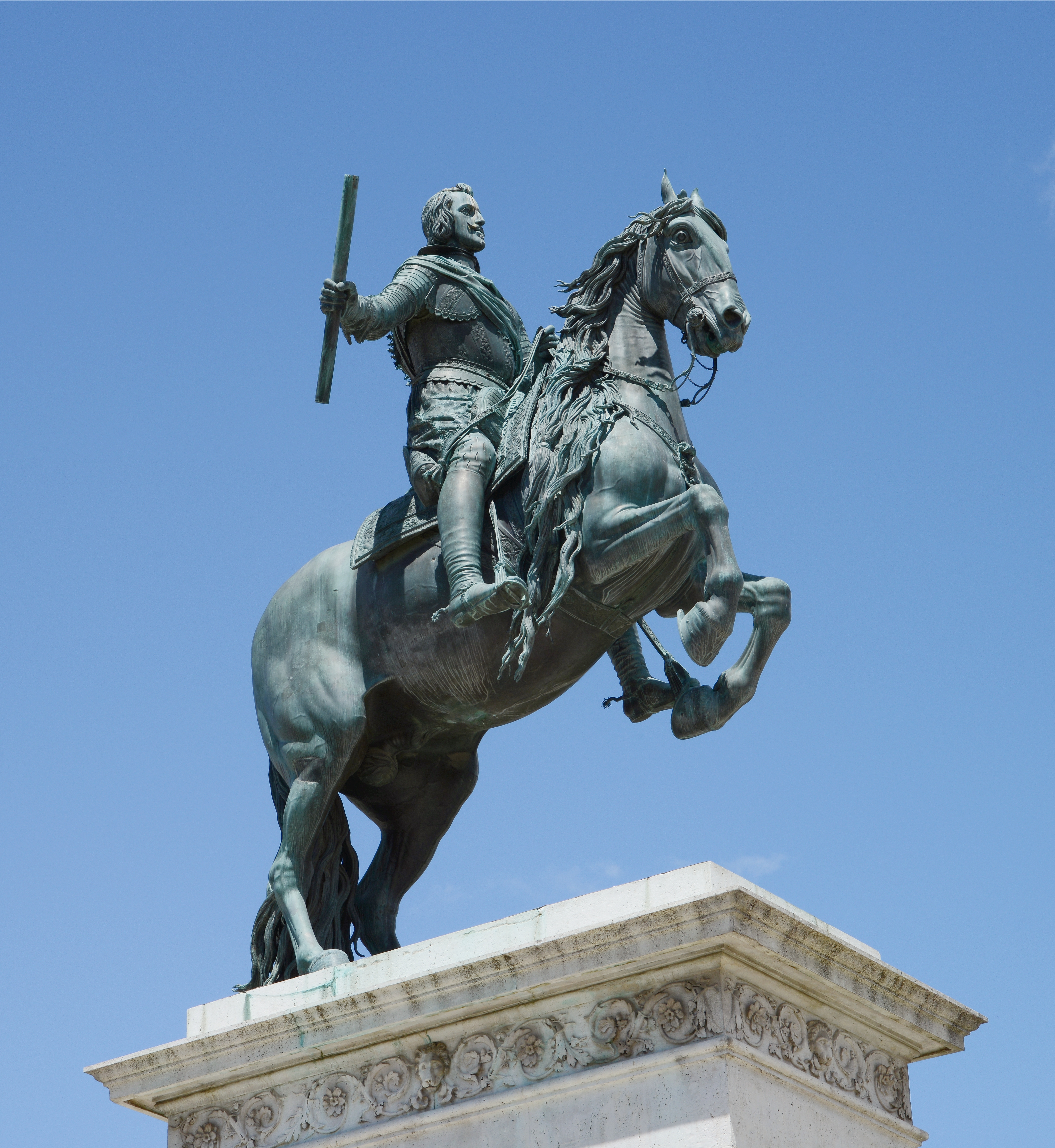
Estatua de Filipe IV de Espanha, em Madrid
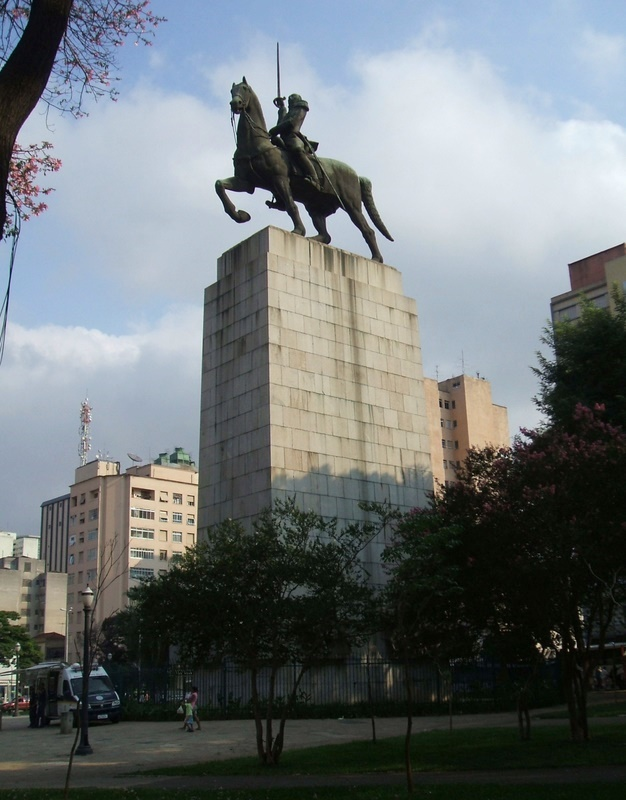
Monumento a Duque de Caxias, de Victor Brecheret em São Paulo
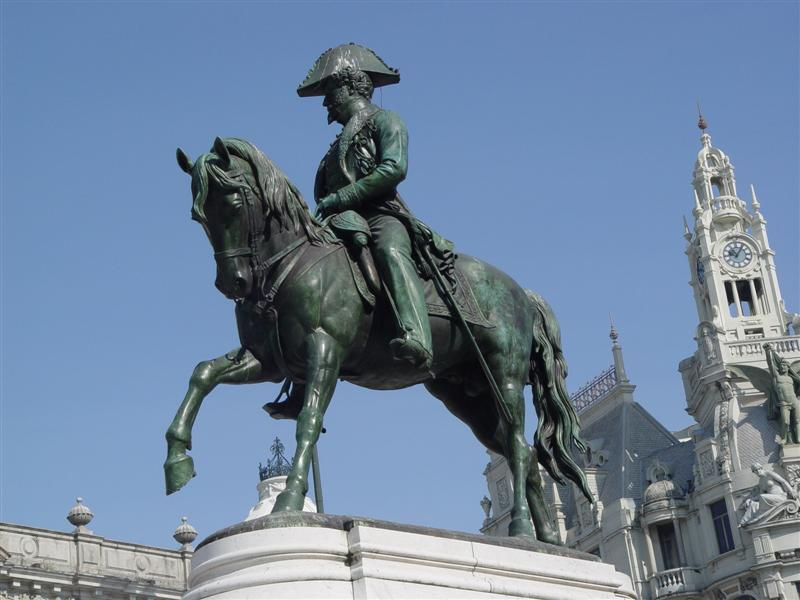
D.Pedro IV, no Porto
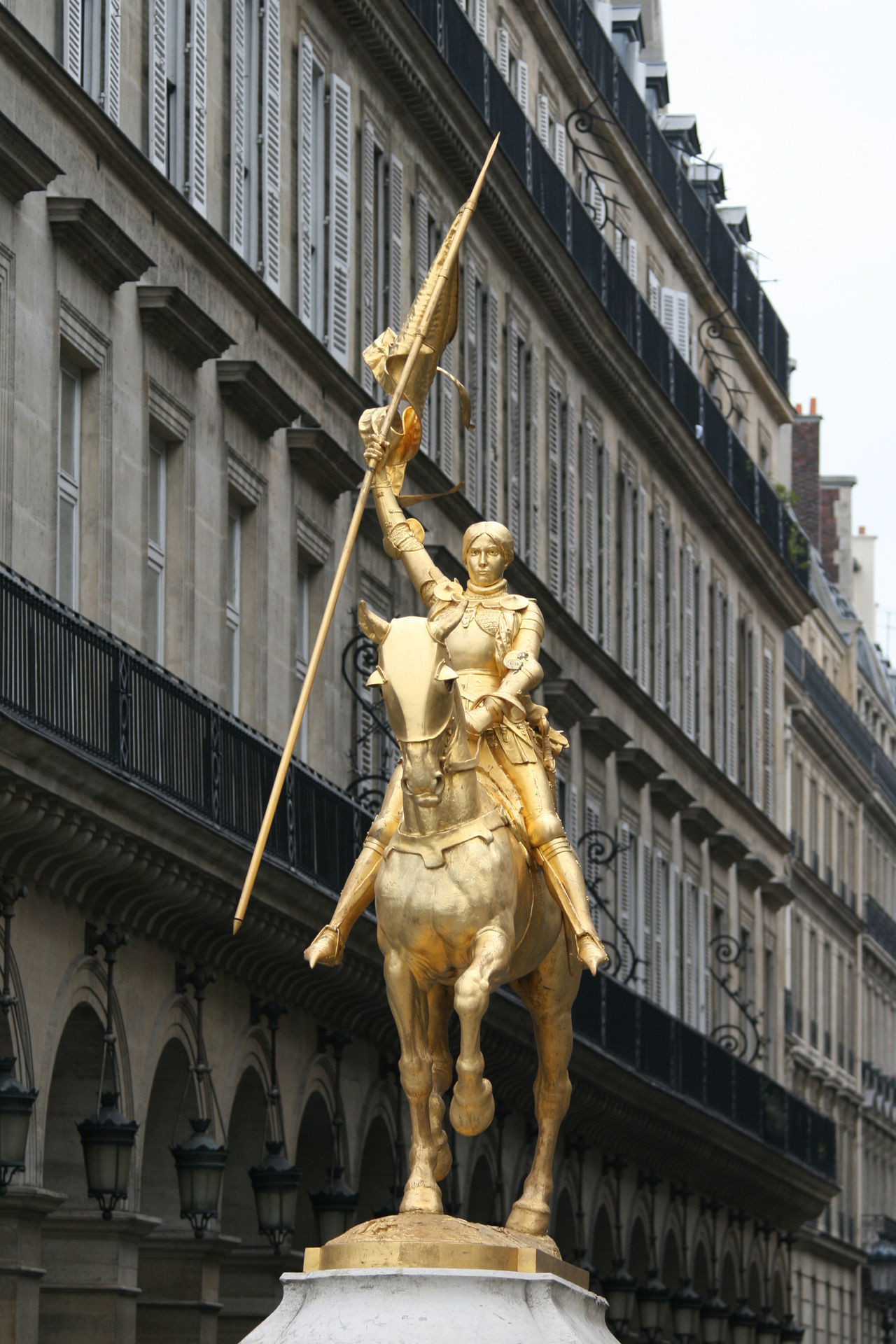
Joana D´Arc, em frente ao Louvre
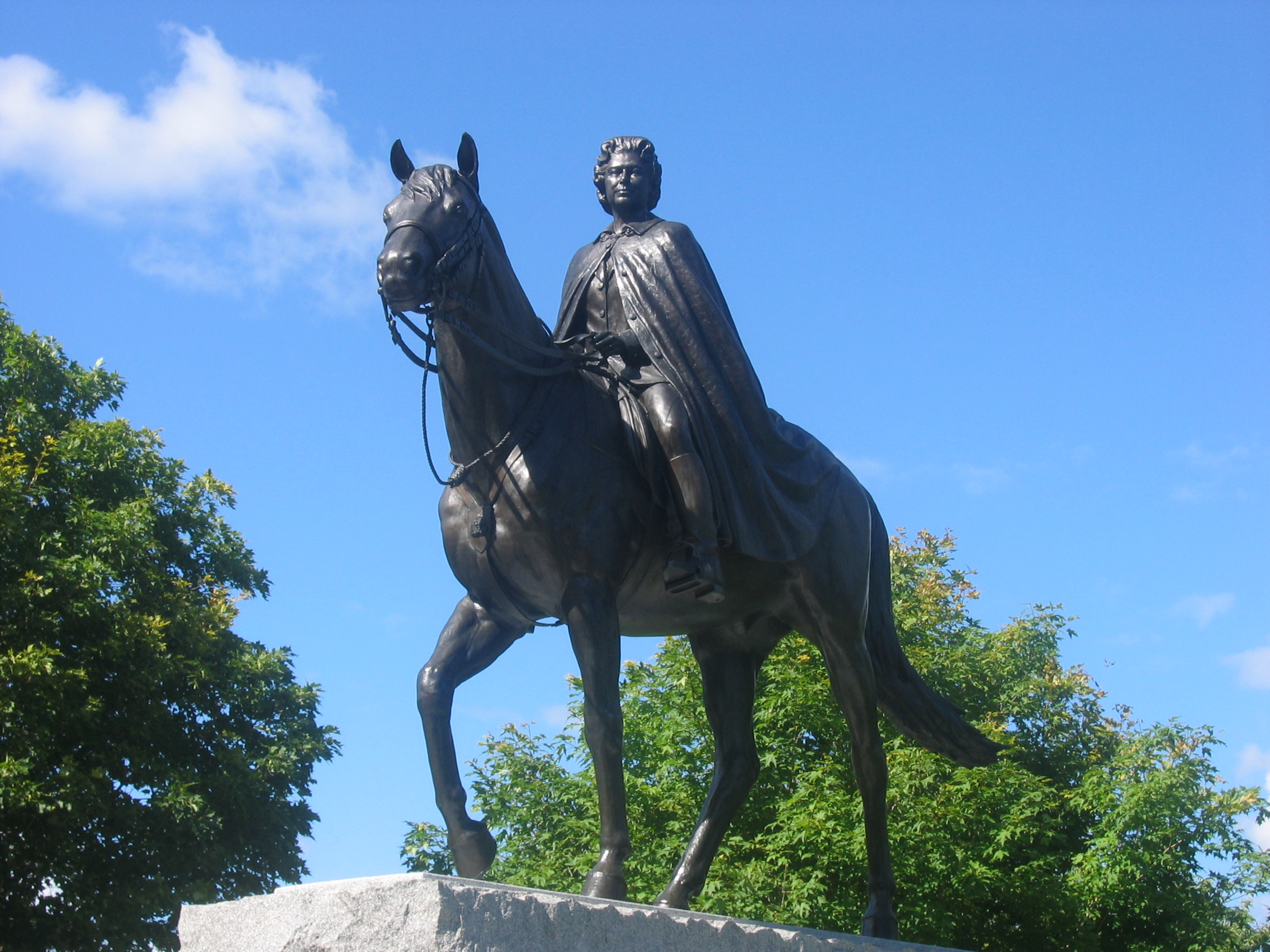
Isabel II do Reino Unido, no Canadá